# مندلورین و گروگو
مندلورین و گروگو (به انگلیسی: The Mandalorian & Grogu) یک فیلم آمریکایی در حال ساخت در ژانر وسترن فضایی به کارگردانی جان فاورو و نویسندگی مشترک فاورو و دیو فیلونی است. این فیلم که توسط لوکاس‌فیلم تولید شده و قرار است توسط استودیو سینمایی والت دیزنی توزیع شود، بخشی از فرنچایز جنگ ستارگان و ادامه مجموعه تلویزیونی مندلورین از دیزنی+ است. در این فیلم پدرو پاسکال در نقش دین جارین / مندلورین در کنار سیگورنی ویور بازی می‌کند.
فاورو و فیلونی فصل چهارم مندلورین را تا فوریه ۲۰۲۳ نوشته بودند، اما تولید این فصل به دلیل اعتصاب انجمن نویسندگان آمریکا در سال ۲۰۲۳ و اعتصابات ۲۰۲۳ سگ-افترا به تعویق افتاد. در این مدت، لوکاس‌فیلم برنامه‌های خود را برای این فرنچایز دوباره ارزیابی کرد و تصمیم گرفت ساخت یک فیلم را در این فصل در اولویت قرار دهد. این فیلم در ژانویه ۲۰۲۴ اعلام شد و فیلمبرداری آن در اوت ۲۰۲۴ در کالیفرنیا آغاز شد.
مندلورین و گروگو قرار است در ۲۲ می ۲۰۲۶ در ایالات متحده اکران شود.

## بازیگران
- پدرو پاسکال در نقش دین جارین / مندلورین: شکارچی جایزه‌بگیر مندلوریایی در قسمت بیرونی کهکشان[۱]
- گروگو: نوزادی از همان گونه یودا و بخش مندلورین. گروگو با انیمیشن و عروسک‌گردانی (با جلوه‌های بصری) ساخته شده است.[۲][۳]
- سیگورنی ویور[۴]

شخصیت گارازب «زب» اورلیوس از سری انیمیشن شورشیان جنگ ستارگان، و همچنین اعضای گونه انزلان نیز در فیلم ظاهر می‌شوند.

## تولید

### پیش زمینه
کارگردان جان فاورو در سال ۲۰۱۷ ایده‌ای را که برای یک سریال تلویزیونی جنگ ستارگان با حضور مندلوریایی‌ها داشت به کاتلین کندی، رئیس لوکاس‌فیلم ارائه کرد. دیو فیلونی، تهیه‌کننده اجرایی سریال‌های انیمیشن جنگ ستارگان: جنگ‌های کلون و شورشیان جنگ ستارگان، همچنین در حال ایده‌پردازی سریالی با محوریت مندلورین بود و کندی به او و فاورو پیشنهاد داد که روی ایده‌هایشان با هم کار کنند. این منجر به ایجاد سریال مندلورین، اولین سریال تلویزیونی لایو اکشن جنگ ستارگان شد که با راه اندازی سرویس پخش دیزنی+ در نوامبر ۲۰۱۹ آغاز به کار کرد. اندکی پس از اولین نمایش، آلن هورن، مدیر ارشد استودیوهای والت دیزنی گفت که در صورت موفقیت این مجموعه، فیلمی با شکارچی جایزه‌بگیر این مجموعه، دین جارین، می‌تواند ساخته شود. ماه بعد، فاورو گفت که فرصتی برای کشف شخصیت‌های سریال در فیلم‌های جنگ ستارگان یا سریال‌های تلویزیونی اسپین‌آف وجود دارد.
جایزه ماندالوریان در ابتدای سریال «کودک» است – که بینندگان در زبان عامیانه آن را به عنوان «بیبی یودا» می‌شناسند – نوزادی از همان گونه‌های یودا، که با انیماترونیک و عروسک‌گردانی (تقویت شده با جلوه‌های بصری) خلق شده است. او به نگهبان مندلورین تبدیل می‌شود، و مشخص می‌شود که در فصل دوم گروگو نامیده می‌شود. در سپتامبر ۲۰۲۰، جانکارلو اسپوزیتو یکی از بازیگران سریال، گفت که فصل دوم زمینه را برای «عمق و وسعتی که قرار است در فصل ۳ و فصل ۴ بیاید» ایجاد می‌کند. ماه بعد، فاورو و بازیگر نقش اول پدرو پاسکال گفتند که آماده حضور مندلوریایی در فیلم جنگ ستارگان هستند، اما فاورو عجله‌ای برای انجام این کار نداشت. او نوشتن فصل چهارم را در اواخر ماه مه ۲۰۲۲ آغاز کرد، و فیلمنامه‌ها را با فیلونی تا فوریه ۲۰۲۳ تکمیل کرد. فیلمبرداری این فصل قرار بود در سپتامبر همان سال آغاز شود، اما به دلیل اعتصاب انجمن نویسندگان آمریکا در سال ۲۰۲۳ و اعتصابات ۲۰۲۳ سگ-افترا به تعویق افتاد. در ماه نوامبر، فیلونی اعلام کرد که اکنون مدیر ارشد خلاقیت لوکاس فیلم است و مستقیماً در برنامه‌ریزی فیلم‌ها و سریال‌های آینده نقش خواهد داشت.

### توسعه
در حالی که تولید فصل چهارم به دلیل اعتصابات انجمن نویسندگان و سگ-افترا به تعویق افتاد، لوکاس فیلم برنامه‌های خود را برای این فرانچایز دوباره ارزیابی کرد و تصمیم گرفت به جای آن یک فیلم را در اولویت قرار دهد. استودیو این فیلم را با عنوان «The Mandalorian & Grogu» در ژانویه ۲۰۲۴ اعلام کرد. فاورو قرار بود کارگردانی، نویسندگی مشترک با فیلونی و تهیه کنندگی با کندی و فیلونی را بر عهده بگیرد. یان برایس به عنوان تهیه‌کننده نیز فعالیت می‌کند. انتظار می‌رفت فیلمبرداری در ژوئن آغاز شود. پاسکال اعلامیه ساخت فیلم را در اینستاگرام با به اشتراک گذاشتن هنر مفهومی فیلم جشن گرفت. انتظار می‌رفت که او دوباره نقش خود را به عنوان صدای مندلورین ایفا کند، اما مشخص نبود که آیا او به صورت فیزیکی نقش این شخصیت را (که صورتش عموماً با کلاه ایمنی پنهان است) به تصویر می‌کشد یا خیر، و برخی این سؤال را مطرح کردند که آیا برنامه کاری او برای تولید این فیلم فضای کافی دارد یا خیر. همچنین مشخص نیست که آیا فصل چهارم همچنان ساخته می‌شود یا خیر، زیرا پتانسیل داستان‌های مندلوریایی آینده وجود داشت که در صورت موفقیت فیلم اول، از طریق دنباله‌های فیلم روایت شوند. باب ایگر، مدیر عامل دیزنی، طی تماسی که در اوایل فوریه صورت گرفت، گفت که این فیلم احتمالاً در سال ۲۰۲۶ اکران خواهد شد و مجموعه جدیدی از فیلم‌های جنگ ستارگان را آغاز خواهد کرد.
در اواخر فوریه ۲۰۲۴، کالیفرنیا مبلغ ۲۱٬۷۵۵٬۰۰۰ دلار را به عنوان اعتبار مالیاتی از برنامه مشوق مالیاتی فیلمبرداری این ایالت اختصاص داد که یکی از بزرگ‌ترین تخصیصات در تاریخ این برنامه است. انتظار می‌رفت که این فیلم به‌طور کامل در آن ایالت تولید شود، که اولین بار برای فرانچایز جنگ ستارگان است، و بیش از ۱۶۶ میلیون دلار در هزینه‌های واجد شرایط و دستمزدهای کمتر از خط تولید در آنجا ایجاد کند. در آوریل، دیزنی فیلم را برای اکران در ۲۲ می ۲۰۲۶ برنامه‌ریزی کرد، یعنی قرار است تاریخ می ۲۰۲۶ را که استودیو قبلاً برای یک فیلم جنگ ستارگان بدون عنوان رزرو کرده بود، پر کند. ماه بعد، سیگورنی ویور در حال مذاکره برای پیوستن به بازیگران شد.

### فیلمبرداری
قرار بود تصویربرداری اصلی در ژوئن ۲۰۲۴ در کالیفرنیا آغاز شود. انتظار می‌رفت این روند ۹۲ روز تحت عنوان کاری Thunder Alley طول بکشد. در این فیلم تقریباً ۵۴ بازیگر، ۳۵۰۰ سیاهی‌لشکر و ۵۰۰ خدمه حضور خواهند داشت. در اوایل اوت، فاورو و فیلونی در همایش D23 دیزنی اعلام کردند که فیلمبرداری چند هفته زودتر آغاز شده است. آنها اعلام کردند که شخصیت شخصیت گارازب «زب» اورلیوس از سری انیمیشن شورشیان جنگ ستارگان به همراه گونه انزلان از فیلم جنگ ستارگان: خیزش اسکای‌واکر (۲۰۱۹) و فصل سوم مندلورین ظاهر خواهند شد. نسخه جدیدی از ریزور کرست، یعنی کشتی مندلورلین که در فصل دوم سریال نابود شده بود، نیز مشخص شد که در این فیلم ظاهر می‌شود. ویور انتخاب خود را به عنوان یکی بازیگران اصلی در پایان ماه تأیید کرد.

## بازاریابی
فاورو و فیلونی تصاویری اولیه از فیلم را در کنوانسیون D23 در اوت ۲۰۲۴ ارائه کردند.

## انتشار
مندلورین و گروگو قرار است در ۲۲ می ۲۰۲۶ در ایالات متحده منتشر شود.